# ظليمة (الرضمة)

تعديل مصدري - تعديل

ظليمة محلة تابعة لقرية القوفعة، التابعة لعزلة شيزر بمديرية الرضمة إحدى مديريات محافظة إب في الجمهورية اليمنية.، بلغ تعداد سكانها 142 حسب تعداد اليمن لعام 2004.